# Helwingia
Helwingia ist die einzige Gattung der Pflanzenfamilie der Helwingiaceae. Das Verbreitungsgebiet der nur vier Arten reicht vom Himalaja bis nach Ostasien. Außergewöhnlich sind die auf den Blättern liegenden Blütenstände.

## Beschreibung

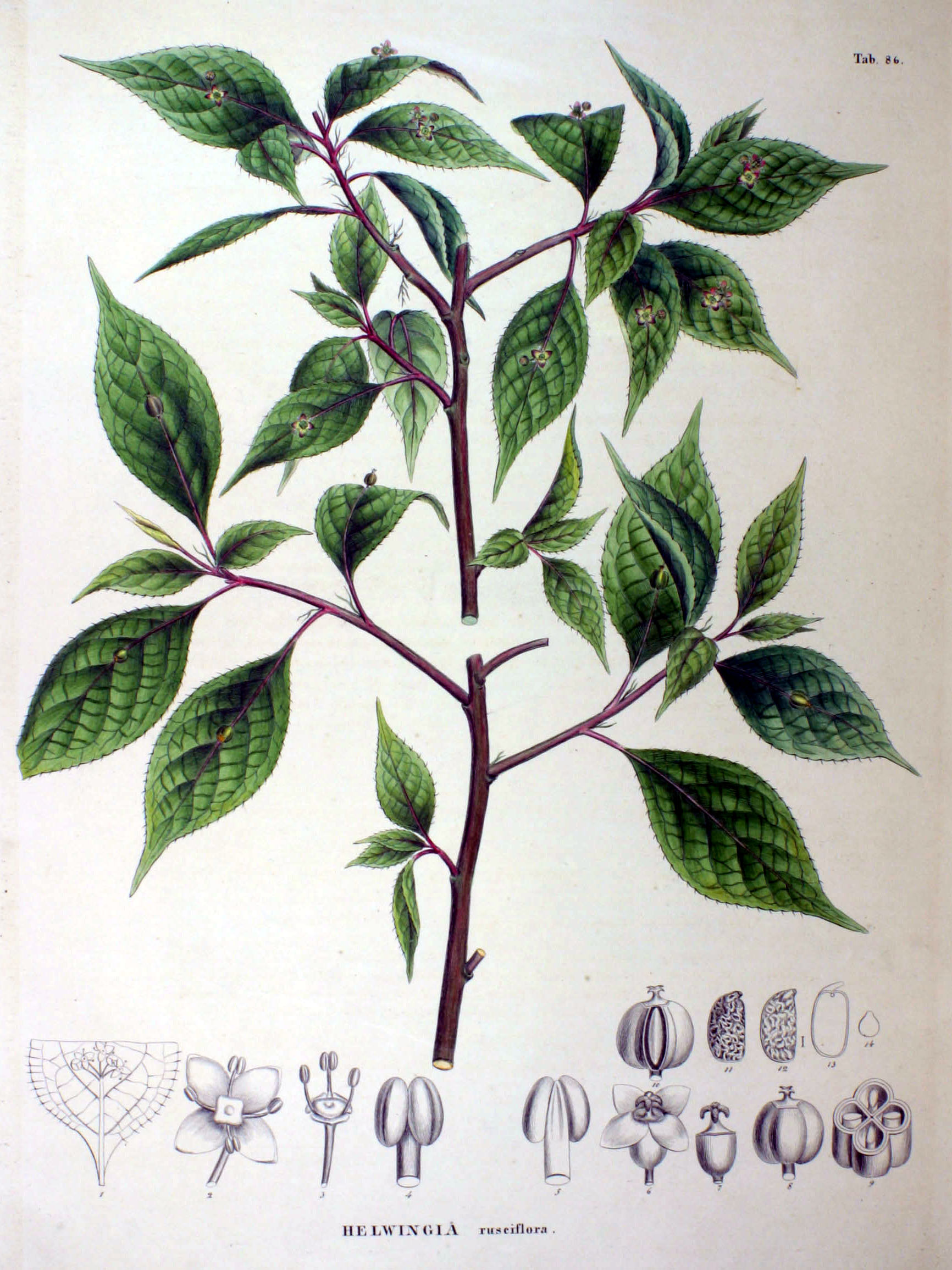
Illustration von Helwingia japonica var. japonica

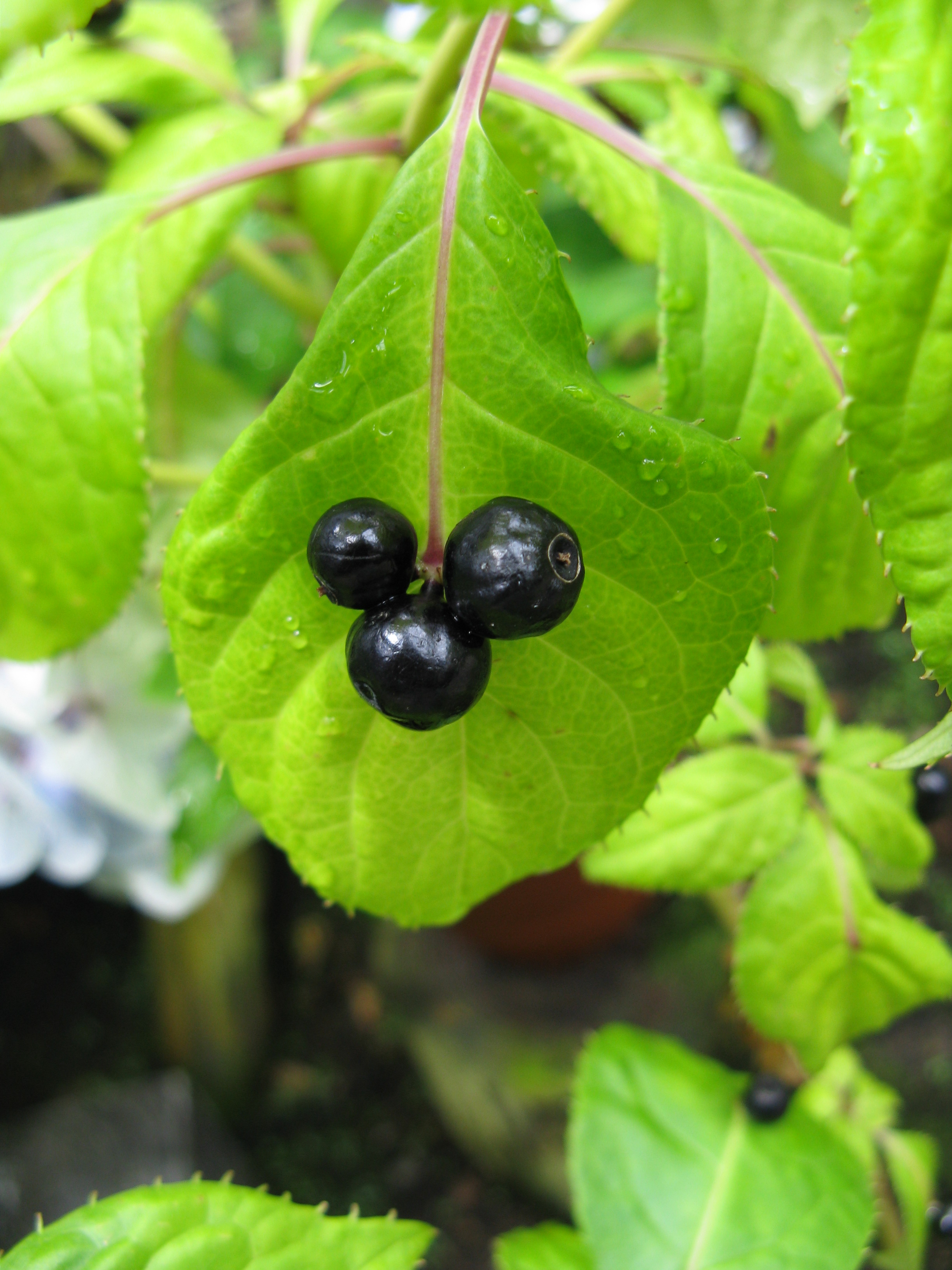
Helwingia japonica: die für diese Familie typische Stellung der Früchte auf den Blättern

### Vegetative Merkmale
Die Helwingia-Arten sind immergrüne oder laubabwerfende Sträucher oder kleine Bäume, die meist Wuchshöhen von 1 bis 2 Meter, selten bis zu 8 Meter erreichen. Die Pflanzen sind kahl.
Die wechselständig angeordneten Laubblätter sind in Blattstiel und Blattspreite gegliedert. Die Blattspreite ist einfach. Der Blattrand ist drüsig, gesägt oder gekerbt. Die Blattadern sind fiederförmig verzweigt. Die Spaltöffnungen stehen hauptsächlich an der Blattunterseite (abaxial). Im Mesophyll sind keine Kalziumoxalat-Kristalle vorhanden. Die „minor leaf veins“ (kleinen Blattadern) besitzen keine Phloem-Transferzellen. Die zwei früh abfallenden Nebenblätter sind klein und gefranst.

### Generative Merkmale
Die Blüten stehen sitzend an den Mittelrippen der Blätter. Der Blütenstand entsteht in der Blattachsel seines Tragblattes. Diese Verwachsung beginnt bereits bei den Blatt- bzw. Blütenstands-Primordien. Durch das Wirken eines basalen interkalaren Meristems kommt der Blütenstand auf der Mittelrippe zu sitzen. Der Blütenstand wird durch ein zusätzliches, adaxial sitzendes Gefäßbündel, das an der Basis des Blattstiels entspringt, versorgt. Es ist nicht klar, ob diese Erscheinung als eine einfache Verwachsung von Blütenstandsstiel und Blatt interpretiert werden kann, oder ob eine andere ontogenetische Erklärung zum Tragen kommen muss. Die Helwingia-Arten sind zweihäusig getrenntgeschlechtig (diözisch). Der Blütenstand ist eine Zyme. Es gibt drei bis vier (fünf) Kelchzähne. Die ebenfalls drei bis vier (fünf) Kronblätter sind grün bis purpur-grün. Die männlichen Blüten stehen zu drei bis 20 in einem Blütenstand und besitzen drei bis vier (selten fünf) Staubblätter in einem Kreis, die zu den Petalen alternierend stehen. Die Antheren öffnen sich mit Längsschlitzen. Der Pollen ist tri-aperturat und colporat. Die weiblichen Blüten stehen allein oder bis zu viert im Blütenstand. Der Griffel ist kurz. Zwei bis vier Fruchtblätter sind zu einem unterständigen Fruchtknoten verwachsenen. Pro Fruchtblatt gibt es eine unvollständig tenuinucellate Samenanlage. Die Narbe mit drei bis vier (selten fünf) Narbenlappen ist trocken.
Die Frucht ist eine Steinfrucht-ähnliche Beere mit wenigen Kernen/Samen. Die Frucht ist rundlich, unreif grün und färbt sich bei Reife rot bis schwarz. Die Samenschale (Testa) ist dünn. Das Endosperm ist leicht ruminiert, d. h. durch faltenartige Gewebewucherungen vom Nucellus aus wird das Endosperm zerfurcht.

### Inhaltsstoffe und Chromosomensätze
An sekundären Pflanzenstoffen sind Flavone, Chlorogensäure und nicht identifizierte Iridoide vorhanden. Die Chromosomengrundzahl beträgt x = 19.

## Systematik und Verbreitung

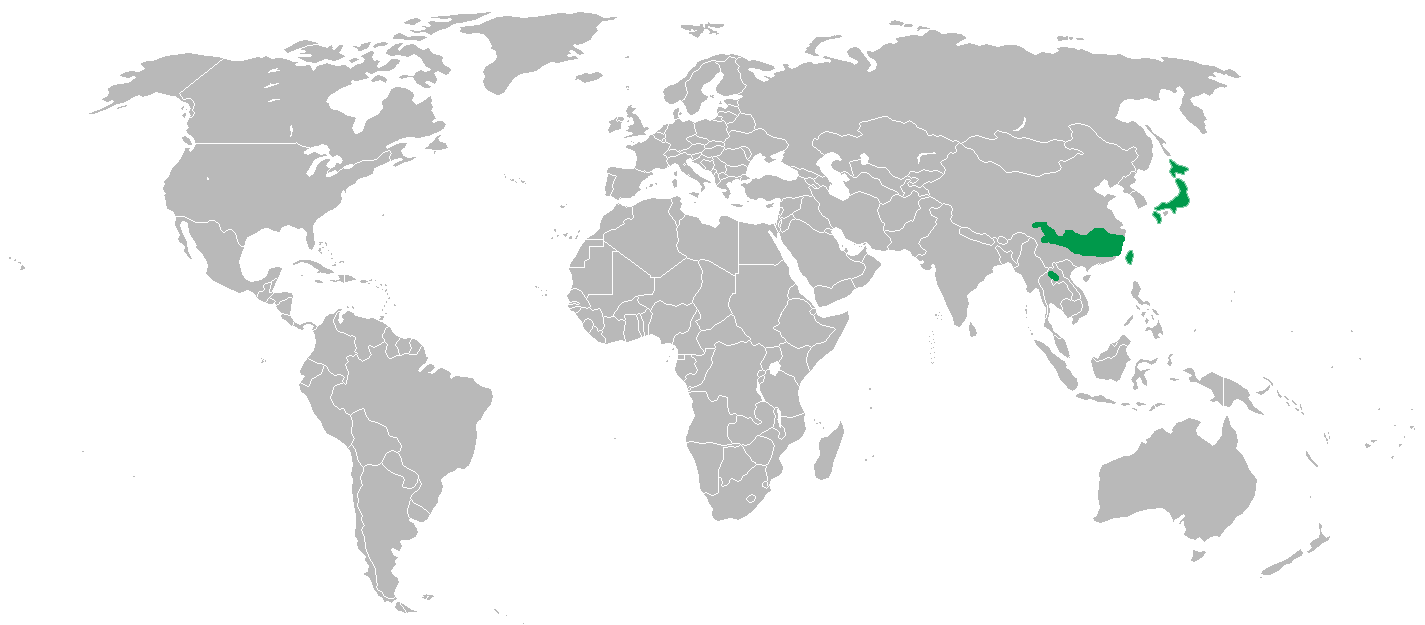
Verbreitungskarte der Gattung/Familie

Die Gattung Helwingia wurde 1806 durch Carl Ludwig Willdenow: Species Plantarum, 4. Auflage, Band 2, S. 716 aufgestellt. Typusart ist Helwingia rusciflora Willd., heute ein Synonym von Helwingia japonica (Thunb.) F.Dietr. var. japonica. Der Gattungsname Helwingia ehrt den ostpreußischen Pfarrer und Botaniker Georg Andreas Helwing (1666–1748). Die Familie Helwingiaceae wurde durch Joseph Decaisne aufgestellt.
Die Helwingiaceae sind innerhalb der Ordnung Aquifoliales die Schwestergruppe der Aquifoliaceae. Die gemeinsamen Merkmale sind: bogenförmiges Leitbündel im Blattstiel, spiralig stehende Blätter. 
Das Areal der Gattung reicht vom Himalaya bis nach Ostasien. Die nur vier Arten kommen in Bhutan, China (alle Arten), nördlichen Indien, Japan, Südkorea, nördlichen Myanmar, Nepal, Sikkim, Thailand und nördlichen Vietnam vor.
Es gibt vier Helwingia-Arten:
- Helwingia chinensis Batalin: Es gibt zwei Varietäten:[4]
  - Helwingia chinensis Batalin var. chinensis: Sie ist im nördlichen Myanmar, in Thailand und in den chinesischen Provinzen südliches Gansu, Guizhou, westliches Hubei, Hunan, südliches Shaanxi, Sichuan sowie Yunnan verbreitet.[4]
  - Helwingia chinensis var. crenata (Lingelsh. ex H.Limpr.) W.P.Fang: Sie gedeiht in Mischwäldern in Höhenlagen von 1400 bis 1900 Metern in den chinesischen Provinzen südöstliches Gansu, Guizhou, südliches Shaanxi, Sichuan sowie Yunnan.[4]
- Helwingia himalaica Hook. f. & Thomson ex C.B.Clarke: Sie ist im nördlichen Indien, in Bhutan, Nepal, Sikkim, im nördlichen Myanmar, im nördlichen Vietnam und in China weitverbreitet.[4]
- Helwingia japonica (Thunb.) F.Dietr.: Es gibt zwei Unterarten und mehrere Varietäten:[4][3]
  - Helwingia japonica var. hypoleuca Hemsl. ex Rehder: Sie gedeiht in Höhenlagen von 1200 bis 2800 Metern in den chinesischen Provinzen nördliches Guizhou, westliches Hubei, südliches Shaanxi, Sichuan sowie nordöstliches Yunnan.
  - Helwingia japonica subsp. japonica: Sie kommt von Bhutan bis China und im südlichen Korea, im südlichen Japan und auf Taiwan vor.[3]
  - Helwingia japonica (Thunb.) F.Dietr. var. japonica: Sie in Bhutan, nördliches Myanmar, Japan, Taiwan, südliches Korea und in China weitverbreitet.[4]
  - Helwingia japonica subsp. liukiuensis (Hatus.) H.Hara & S.Kuros. (Syn.: Helwingia japonica var. zhejiangensis (W.P.Fang & T.P.Soong) M.B.Deng & Yo.Zhang): Sie kommt in Zhejiang und von den japanischen Nansei-Inseln bis Taiwan vor.[3]
  - Helwingia japonica var. papillosa W.P.Fang & T.P.Soong: Sie gedeiht in Höhenlagen von 2100 bis 3400 Metern in den chinesischen Provinzen südöstliches Gansu, südliches Shaanxi, nordöstliches sowie südwestliches Sichuan.[4]
- Helwingia omeiensis (W.P.Fang) H.Hara & S.Kuros.: Sie gedeiht in Höhenlagen von 600 bis 1700 Metern in den chinesischen Provinzen südöstliches Gansu, nördliches Guangxi, Guizhou, Hubei, Hunan, südliches Shaanxi, Sichuan sowie Yunnan.[4]

Nicht mehr zu dieser Gattung gehört:
- Helwingia argyi H.Lév. & Vaniot[3] ist ein nicht gültiges Synonym für Stemona japonica (Blume) Miquel, eine Stemonaceae.

In der Systematik der bedecktsamigen Pflanzen nach Schmeil-Fitschen wird sie nicht als eigenständige Familie betrachtet, sondern als zu den Hartriegelgewächsen gehörend bezeichnet.